# Hiawatha (Kansas)
Hiawatha település az Amerikai Egyesült Államok Kansas államában, Brown megyében, melynek megyeszékhelye is. Lakosainak száma 3280 fő (2020. április 1.).

## Népesség
A település népességének változása:

| 2010 | 3 172 |
| 2020 | 3 280 |